# Sozialtherapeutische Anstalt Gelsenkirchen
Die Sozialtherapeutische Anstalt Gelsenkirchen war eine Justizvollzugsanstalt des geschlossenen Vollzuges für Männer. Die ehemaligen Gebäude stehen in Gelsenkirchen am Rande der Altstadt.

## Geschichte
Die Sozialtherapeutische Anstalt (SothA) Gelsenkirchen wurde 1975 eröffnet. Sie war im Gebäude des 1902 errichteten alten Gelsenkirchener Gefängnisses untergebracht. Ein zusätzliches Werkstattgebäude wurde 1974 erbaut. Anfang September 2020 wurde die SothA geschlossen, die zuletzt 50 Inhaftierten und die Bediensteten zogen in die neu errichtete SothA Bochum (seit Mai 2024 SothA NRW (Nordrhein-Westfalen)) um. Der Neubau war nötig, weil die Gelsenkirchener Haftanstalt an der Munckelstraße zu alt ist und nicht mehr den heutigen Anforderungen entspricht. Sie wurde nach dem Umzug der Häftlinge geschlossen.

## Zuständigkeit
Die Zuständigkeit war, anders als bei anderen Justizvollzugsanstalten, wo sie im Vollstreckungsplan geregelt ist, in § 9 Strafvollzugsgesetz (StVollzG) geregelt.

## Ausbildung und Weiterbildung
Die Sozialtherapeutische Anstalt Gelsenkirchen war eine Justizvollzugsanstalt, in der Berufsausbildung für Gefangene angeboten wurden. Es standen 40 Ausbildungsplätze zur Verfügung. Träger der Ausbildungsmaßnahmen war das Berufsfortbildungswerk des Deutschen Gewerkschaftsbundes. Ausgebildet wurden:
- Elektroniker für Betriebstechnik
- Industriemechaniker
- Modulare Qualifizierung im Fachbereich Elektro
- Modulare Qualifizierung im Fachbereich Metall
- Modulare Qualifizierung im Fachbereich Holz
- Modulare Qualifizierung im Fachbereich Modellbau